# 格拉內羅山

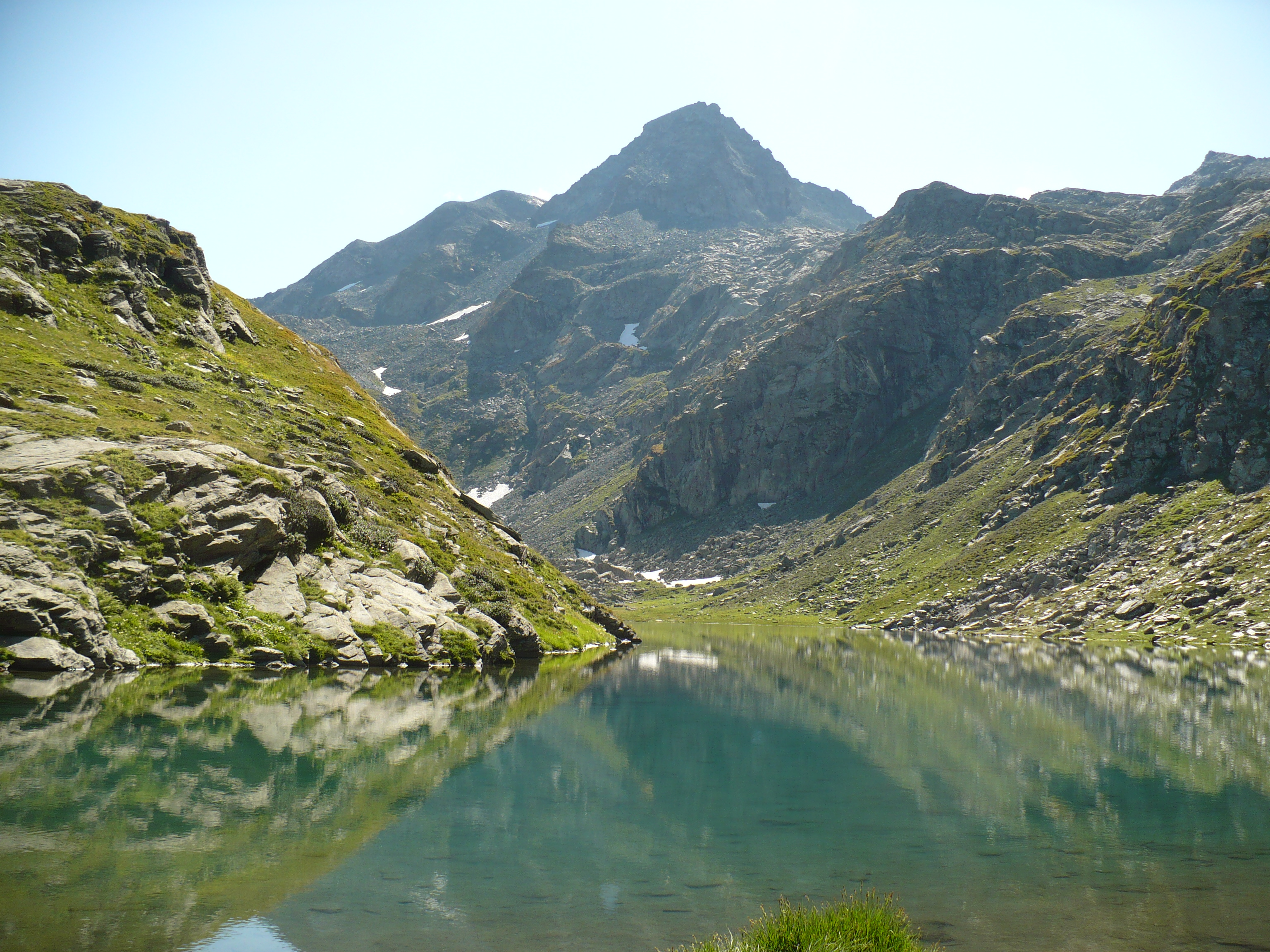

格拉內羅山是意大利的山峰，位於該國北部皮埃蒙特西部，屬於科蒂安阿爾卑斯山脈的一部分，海拔高度3,170米，人類在1879年8月23日首次登頂。

## 外部連結
- Italian official cartography (Istituto Geografico Militare - IGM); on-line version: www.pcn.minambiente.it （页面存档备份，存于）
- French  official cartography (Institut Géographique National - IGN); on-line version:  www.geoportail.fr （页面存档备份，存于）